# 卡洛斯·内瓦多
卡洛斯·内瓦多（西班牙語：Carlos Nevado，1982年11月16日—），德国男子曲棍球运动员。他曾代表德国国家队参加2008年夏季奥林匹克运动会男子曲棍球比赛，获得一枚金牌。